# Crocidura caudicrassa
Crocidura caudicrassa és una espècie de mamífer eulipotifle de la família de les musaranyes (Soricidae). És endèmica de l'illa indonèsia de Sulawesi, on viu a altituds d'entre 2.120 i 2.600 msnm. L'holotip tenia una llargada de cap a gropa de 144 mm, la cua de 62 mm, les potes posteriors de 17 mm i les orelles de 10 mm. Pesava 16,5 g. Té el pelatge de color marró. El seu nom específic, caudicrassa, significa ‘cua gruixuda’ en llatí. Com que fou descoberta fa poc, l'estat de conservació d'aquesta espècie encara no ha estat avaluat formalment.